# Selección de fútbol sub-17 de Alemania Democrática
La selección de fútbol sub-17 de la República Democrática Alemana fue el equipo que representó a aquel país en la Copa Mundial de Fútbol Sub-17 y en la Eurocopa Sub-16, y era controlada por la Federación de Fútbol de la Alemania Democrática.

## Palmarés
- Eurocopa Sub-16: 0
  - Finalista: 1

1989
- - 3º Lugar: 1

1988

## Estadísticas
| - 1982: No clasificó - 1984: No clasificó - 1985: 4º Lugar - 1986: 4º Lugar - 1987: 1.ª Ronda - 1988: 3º Lugar - 1989: Finalista - 1990: 1.ª Ronda | - 1985: No clasificó - 1987: No clasificó - 1989: Cuartos de Final |

## Jugadores destacados
- Frank Rost
- Lars Kampf